# Stephen Perofeta
Pas d'image ? Cliquez ici

a Compétitions nationales et continentales officielles uniquement.

b Matchs officiels uniquement.
Dernière mise à jour le 13 novembre 2024.
Stephen Perofeta, né le 12 mars 1997 à Whanganui (Nouvelle-Zélande), est un joueur international néo-zélandais de rugby à XV. Il joue au poste de demi d'ouverture ou d'arrière. Il évolue avec les Blues en Super Rugby depuis 2017, et avec la province de Taranaki en National Provincial Championship depuis 2016.

## Biographie

### Formation et début de carrière à Wanganui (jusqu'en 2015)
Stephen Perofeta est né à Whanganui dans l'île du Nord, d'une famille d'origine samoane. Il est scolarisé dans un premier temps à la Whanganui High School (en), avant de rejoindre en 2013 la Whanganui Collegiate School (en) pour la qualité supérieure de son équipe de rugby à XV. Joueur talentueux, il joue rapidement avec l'équipe de son établissement dans le championnat scolaire régional, et en est un élément majeur lors de ses trois années de scolarité. Il représente parallèlement l'équipe des moins de 18 ans des Hurricanes en 2015, avec qui il se distingue à nouveau,.
À l'automne 2015, alors qu'il est encore lycéen, il est retenu dans l'effectif senior de la province de Whanganui pour disputer le Heartland Championship (championnat provincial amateur). Malgré ses 17 ans, il s'impose immédiatement comme le demi d'ouverture titulaire de l'équipe, et produit une série d'excellentes performances,,. Il dispute sept matchs lors de cette saison, et inscrit 47 points, dont huit essais. Il participe au bon parcours de son équipe, qui remporte le championnat, après avoir vaincu South Canterbury en finale. À la suite de la compétition, il est nommé pour recevoir le titre du meilleur joueur du championnat, mais n'obtient finalement pas la récompense,. Il remporte toutefois le trophée du sportif lycéen de l'année du district council de Whanganui.
Toujours en 2015, il est retenu pour jouer avec les Barbarians scolaires, qui sont l'équipe réserve de la sélection scolaire néo-zélandaise (en). Il dispute une rencontre avec cette équipe, lorsqu'il est titularisé à l'arrière lors du match face à l'équipe fanion,. Son équipe perd le match, sur un court écart de deux points.
Plus tard la même année, grâce à ses performances avec Whanganui, Perofeta est sélectionné au sein du New Zealand Heartland XV (en), qui sont sélection des meilleurs joueurs du championnat éponyme. Il joue d'abord la rencontre annuelle contre le New Zealand Marist XV, une sélection formé d'anciens élèves des écoles maristes, et se distingue par un essai sur un exploit personnel,. Il joue ensuite la double confrontation face à une sélection de Barbarians australiens composés de joueurs de NRC, que son équipe ne parvient pas à battre,. Perofeta se fait de nouveau remarquer lors de ses trois matchs en inscrivant un total de 58 points, dont trois essais.

### Début de carrière professionnelle à Taranaki et aux Blues (2016-2021)

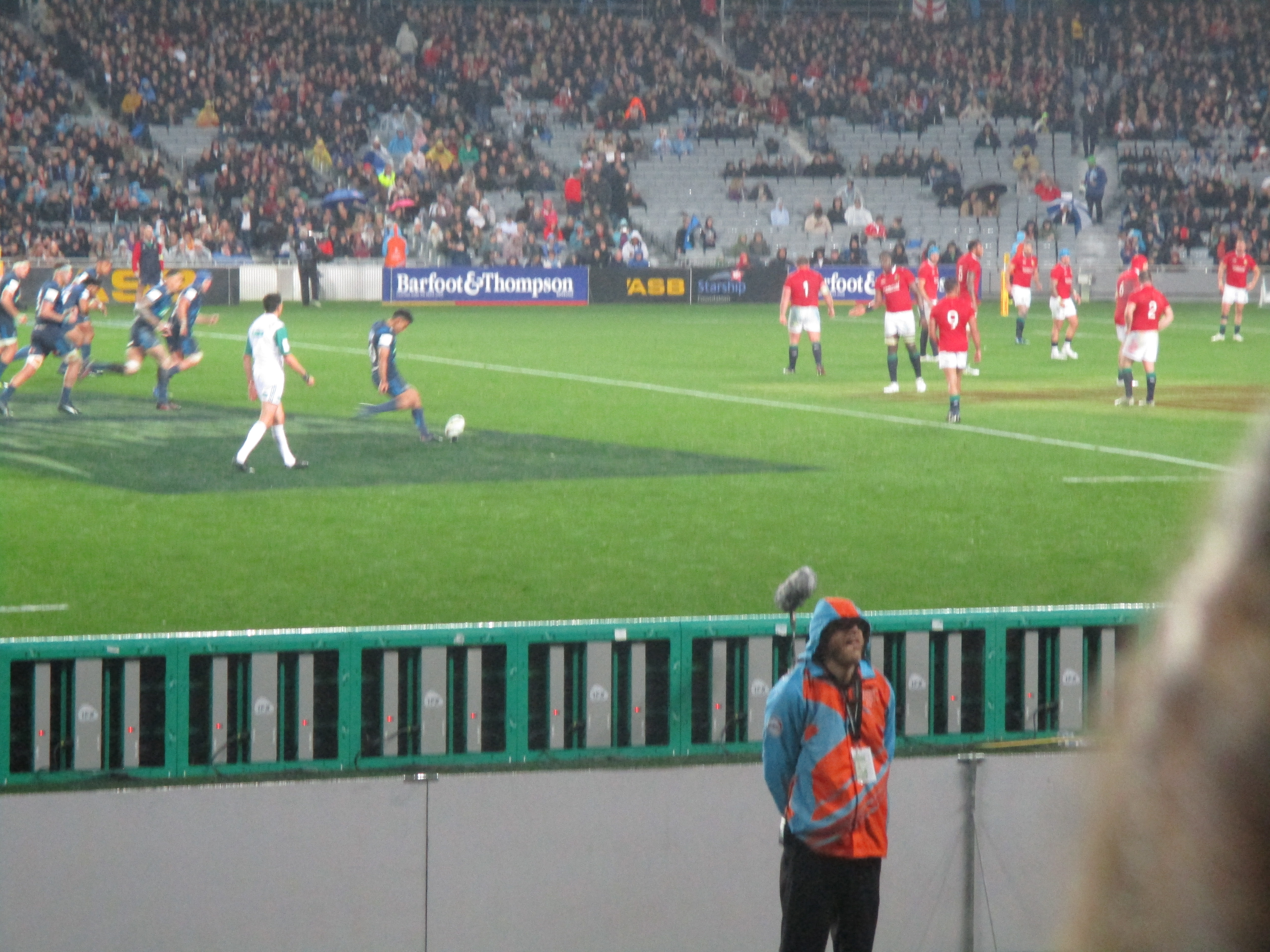
Stephen Perofeta en train de taper une pénalité face aux Lions britanniques en juin 2017

Grâce à ses performances en Heartland Championship et en sélections, Stephen Perofeta est recruté en 2016 au sein de l'Academy (centre de formation) de la province de Taranaki,. Lors de la première partie de saison, il joue avec le Clifton Rugby Club de Tikorangi dans le championnat amateur régional, ainsi qu'avec l'équipe des moins de 20 ans de la franchise des Chiefs,.
En avril 2016, il est sélectionné par Scott Robertson avec l'équipe de Nouvelle-Zélande des moins de 20 ans pour disputer le championnat junior d'Océanie,. Un mois plus tard, il fait du groupe choisi pour disputer le championnat du monde junior en Angleterre. Il joue cinq matchs du tournoi, se partageant le temps de jeu avec TJ Va'a (en), alors que son équipe termine à une décevante cinquième place,.
Peu après le mondial, il est retenu dans l'effectif professionnel de Taranaki, pour disputer la saison 2016 de National Provincial Championship (NPC). Il joue son premier match le 20 août 2016 contre Bay of Plenty,. Pour cette première saison, il est titulaire lors des onze matchs de son équipe, et joue dans un premier temps à l'ouverture, avant de glisser à l'arrière au profit de Marty McKenzie (en) pour terminer la compétition,.
Peu après sa première saison au niveau provincial, il est recruté par la franchise des Blues pour disputer la saison 2017 de Super Rugby,. Il rejoint alors un effectif comptant à l'ouverture l'expérimenté Ihaia West, ainsi que le polyvalent Piers Francis. Il joue son premier match de Super Rugby le 2 juin 2017 contre les Queensland Reds lors d'une rencontre délocalisée à Apia aux Samoa. En raison de son jeune âge et par plusieurs petites blessures, il ne joue que deux matchs lors de sa première saison, tous dans un rôle de remplaçant,.  Il est finalement titularisé pour la première fois au mois de juin, à l'occasion du match remporté par son équipe contre les Lions britanniques, lors de leur tournée en Nouvelle-Zélande,.
La même année, alors qu'il est toujours éligible pour jouer avec la sélection junior néo-zélandaise, il est initialement retenu par les Blues, où il doit compenser l'absence de Piers Francis retenu avec l'équipe d'Angleterre. Il n'est ainsi pas sélectionné pour le mondial junior en Géorgie. Il est toutefois finalement rappelé peu avant la finale, en remplacement de Tiaan Falcon (en) écarté à cause d'une commotion,. Il est donc titulaire à l'ouverture lors de la large victoire de son équipe face à l'Angleterre (64 à 17), et il inscrit quatorze points lors du match.
Plus tard en 2017, il dispute le NPC avec Taranaki, dont il s'impose cette fois comme le demi d'ouverture titulaire. Il n'est toutefois pas le buteur prioritaire de son équipe, rôle tenu par McKenzie, cette fois déplacé à l'arrière. En octobre, il prend part à la victoire de son équipe face à Canterbury, qui permet à son équipe de soulever le Ranfurly Shield pour la première fois depuis 2012.
Lors de sa deuxième saison avec les Blues, Perofeta profite des départs de West et Francis, ainsi que la blessure longue durée d'Otere Black, pour devenir l'option numéro un à son poste,. Les attentes en lui sont alors très importantes, dans une équipe qui n'a jamais retrouvé d'ouvreur de très haut niveau depuis le départ de Carlos Spencer en 2005. Il commence la saison de façon délicate, puisqu'une blessure à la main subie lors d'un match de préparation lui fait manquer le premier mois de la compétition. À son retour de blessure, il joue deux matchs en tant que remplaçant, avant de récupérer une place de titulaire pour le restant de la saison,. Malgré la saison délicate de son équipe, il est d'un point de vue personnel auteur de bonnes performances, et confirme alors les espoirs placés en lui,,.
Ces débuts prometteurs sont cependant brutalement interrompus lors de la saison 2018 de NPC, lorsqu'il se blesse à l'épaule lors de son troisième match avec Taranaki. Il se blesse à nouveau, cette fois au muscle pectoral, avec les Blues lors d'un match présaison du Super Rugby 2019, ce qui l'écarte des terrains pour l'intégralité de la saison,. Il effectue son retour à la compétition après quasiment une année sans jouer lors de la saison 2019 de NPC. 
Il retrouve les Blues pour la saison 2020 de Super Rugby, où il doit disputer le poste d'ouvreur essentiellement avec Otere Black et la recrue star Beauden Barrett. Il profite néanmoins du congé sabbatique de Barrett pour obtenir un temps de jeu conséquent au début de la saison,. Il se partage finalement ses titularisations entre l'ouverture et l'arrière, jouant sept matchs avant que la saison ne soit annulée à cause de la pandémie de Covid-19,. Après la confinement, il manque le Super Rugby Aotearoa à cause d'une nouvelle blessure.
Plus tard la même année, il est retenu en vertu de ses origines samoanes avec les Moana Pasifika, qui sont alors une sélection représentant les îles du Pacifique, afin d'affronter les Māori All Blacks le 5 décembre 2020,.
En 2021, Perofeta retrouve son niveau avec les Blues, dont il devient l'arrière titulaire lors du Super Rugby Aotearoa, dans un système de jeu faisant jouer trois ouvreurs de formation en la personne d'Otere Black en 10, et Harry Plummer en 12,. Il n'est cependant pas du tout aligné lors de la seconde partie de saison, lors du Super Rugby Trans-Tasman, devant l'émergence du jeune Zarn Sullivan (en) à l'arrière, et une importante concurrence à l'ouverture,. Après la compétition, malgré son manque de temps de jeu lors des dernières années, il est conservé pour une saison de plus par les Blues, qui décident plutôt de ne pas garder Otere Black.
À la fin de l'année, il prend part à l'excellent parcours de Taranaki, qui termine la saison invaincue, et remporte la poule Championship (deuxième division) du NPC, après une finale remportée face à Otago. D'un point de vue personnel, Perofeta progresse dans son jeu au pied, et se distingue en terminant meilleur réalisateur du championnat avec 172 points. Il se voit ensuite récompensé de sa saison par le titre de meilleur joueur du championnat.

### Affirmation au plus haut niveau (depuis 2022)
Stephen Perofeta aborde sa saison 2022 sur la lancée de ses performances lors du dernier NPC, et s'impose comme un joueur important de l'effectif des Blues,. Avec le retour de Barrett, il occupe surtout le poste d'arrière, et celui d'ouvreur lors des repos du All Black. Il produit alors de bonnes performances, participant au bon parcours de son équipe qui parvient jusqu'en finale de la compétition,. Buteur de son équipe, il termine la saison comme meilleur réalisateur du championnat avec 129 points inscrits.
En juin 2022, il est sélectionné pour la première fois avec les All Blacks par Ian Foster, afin de préparer une série de test-matchs face à l'Irlande,. S'il n'est pas utilisé lors de la série, il fait à nouveau partie de l'effectif néo-zélandais pour le Rugby Championhsip qui suit. Lors de la troisième journée de la compétition, il profite d'un blessure au cou de son coéquipier aux Blues Beauden Barrett pour intégrer la feuille de match comme remplaçant pour affronter l'Argentine à Christchurch le 27 août 2022. Il obtient sa première sélection lorsqu'il entre en jeu dans les dernières secondes du match, qui sera perdu par son équipe,.
Deux mois après sa très brève première cape, il est titularisé au poste d'arrière avec les All Blacks à l'occasion d'un test-match face au Japon à Tokyo. La rencontre resulte en une victoire difficile des néo-zélandais sur le score de 38 à 31. Sélectionné en suite pour la tournée d'automne en Europe, Perofeta joue alors un match face à l'Écosse en sortie de banc,.

## Palmarès

### En club
- Vainqueur du Heartland Championship en 2015 avec Wanganui.
- Vainqueur du NPC en 2021 (Championship) et 2023 avec Taranaki.
- Finaliste du Super Rugby en 2022 avec les Blues.

### En équipe nationale
- Vainqueur du Championnat du monde junior en 2017 avec la Nouvelle-Zélande.

## Statistiques internationales
Au 13 novembre 2024, Stephen Perofeta compte 6 capes en équipe de Nouvelle-Zélande, dont une en tant que titulaire, depuis le 27 août 2022 contre l'Argentine à Christchurch.
Il participe à une édition du Rugby Championship, en 2022. Il dispute une rencontre dans cette compétition.